# Ourang Medan
La SS Ourang Medan era una nave mercantile olandese che, secondo varie fonti, naufragò nelle acque indonesiane dopo che il suo intero equipaggio era deceduto in circostanze poco chiare.

## Storia
Il primo riferimento alla nave e al suo incidente si trova nell'edizione di maggio 1952 degli Atti del Consiglio della Marina Mercantile, pubblicato dalla United States Coast Guard.
La parola Ourang, dall'indonesiano, vuol dire "uomo" o "persona", mentre Medan è la città più grande dell'isola indonesiana di Sumatra, dando una traduzione approssimativa di "uomo di Medan". 
Racconti del mistero della scomparsa della nave e del suo equipaggio sono comparsi in diversi libri e riviste. La loro veridicità, tuttavia, o persino l'esistenza stessa della nave, non sono confermati a causa della mancanza dei documenti relativi al suo progetto, ai particolari di costruzione della nave e al suo equipaggio. Le ricerche ufficiali effettuate sulla registrazione dei documenti e le indagini relative all'incidente si sono rivelate infruttuose. 
La prima apparizione della storia della nave è riportata in una serie di tre articoli del quotidiano olandese-indonesiano De Locomotief: Samarangsch (3 febbraio 1948), Handels-en (28 febbraio 1948) e Advertentie-blad (13 marzo 1948).
Anche se la storia è ripetuta in gran parte, nelle versioni successive ci sono alcune differenze significative.
Nel primo articolo il nome della nave Ourang Medan non è mai menzionato, ma si parla del suo avvistamento e incontro, localizzato esattamente a 400 miglia nautiche a sud-est delle Isole Marshall. 
Il secondo e il terzo articolo descrivono i racconti dell'unico superstite dell'equipaggio dell'Ourang Medan, che è stato ritrovato da un missionario italiano e dai nativi dell'isola di Taongi, atollo delle isole Marshall.
L'uomo, prima di perire, raccontò al missionario che la nave stava trasportando un carico mal stivato di acido solforico, e che la maggior parte dell'equipaggio perì a causa dei fumi velenosi che fuoriuscirono dai fusti rotti. Secondo le autorità, l'Ourang Medan stava navigando da un piccolo e ignoto porto cinese in direzione della Costa Rica per effettuare un trasporto di materiale clandestino. Il sopravvissuto, un anonimo tedesco, perì dopo aver raccontato la sua storia al missionario, che, a sua volta, raccontò quanto appreso all'autore, Silvio Scherli di Trieste.

Il quotidiano olandese conclude con un avvertimento: 
"Questa è l'ultima parte della nostra storia sul mistero della Ourang Medan". Dobbiamo ribadire che non abbiamo altri dati su questo 'mistero del mare'; né siamo in grado di rispondere alle molte domande senza risposta di questa storia. Può sembrare ovvio che questo sia un emozionante romanzo del mare. L'autore, Silvio Scherli, è l'unico a sostenere tutt'oggi l'autenticità del racconto."

## Il possibile incidente
Secondo la storia, nel mese di giugno 1947 (Gaddis ed altri indicarono come data approssimativa i primi di febbraio 1948), due navi americane che navigano nello Stretto di Malacca, la "City of Baltimora" e la "Silver Star", raccolsero i messaggi di soccorso dalla nave mercantile olandese Ourang Medan. Dalla nave travagliata giunse il seguente messaggio in alfabeto Morse: "Tutti gli ufficiali, tra cui il capitano della nave e l'equipaggio intero, giacciono morti in sala nautica e sul ponte... Forse su tutta la nave non restano superstiti"; successivamente seguì un codice Morse indecifrabile ed un ulteriore messaggio finale dal macabro sapore: "... Anche io sento arrivare il mio momento, aiutatemi!". Poi, quando l'equipaggio del Silver Star raggiunse la nave, una volta salito a bordo, trovò tutto apparentemente in ordine, salvo che la nave era disseminata di cadaveri (tra cui la carcassa di un cane), in quelle che sembravano essere posture terrorizzate. Le braccia di molti, infatti, erano tese verso l'alto in segno di aiuto, anche se non vi erano segni visibili di lesioni o di violenza sui cadaveri.
Un incendio improvviso scoppiato nella stiva della nave, costrinse i soccorritori del Silver Star ad evacuare troppo frettolosamente la nave per poter operare ulteriori e più precise indagini. Poco dopo, l'Ourang Medan fu vista esplodere e affondare.

## Teorie
Bainton e altri ipotizzano che l'Ourang Medan potrebbe essere stata coinvolta in operazioni di contrabbando di sostanze chimiche come una combinazione di cianuro di potassio e nitroglicerina o scorte di guerra di gas nervini. Secondo queste teorie, l'acqua di mare sarebbe entrata nella stiva della nave, reagendo con il carico e rilasciando gas tossici, che successivamente hanno causato la morte dell'equipaggio per asfissia e/o avvelenamento. Successivamente, l'acqua di mare avrebbe reagito con la nitroglicerina, provocando l'incendio e l'esplosione.

## Avvelenamento da monossido di carbonio
Gaddis avanza la teoria che una combustione senza fiamma o il malfunzionamento della caldaia, potrebbe essere stata la causa del naufragio. La fuoriuscita di monossido di carbonio avrebbe poi causato la morte di tutto l'equipaggio a bordo e con il fuoco lentamente fuori controllo, la nave è arrivata alla distruzione.

## Fenomeni paranormali
Il racconto è apparso in varie riviste e libri su Fortean, a cominciare da un articolo del 1953 del Fate Magazine. Autori come Jessup ipotizzano che l'equipaggio potrebbe essere stato attaccato da UFO o da forze paranormali che avrebbero causato la sua morte. Prove circostanziali citate da queste fonti comprendono l'apparente assenza di una causa naturale della morte, espressioni terrorizzate riferite sui volti dei defunti e che le dita delle mani di alcuni di loro stessero "puntando" verso un nemico sconosciuto.

## Nella cultura di massa
Sulla base della leggenda, nell'agosto 2019 è stato rilasciato un videogioco horror/thriller di nome The Dark Pictures: Man of Medan.